# Салда (приток Тагила)
Салда́ — река на Урале, правый приток реки Тагил (бассейн Оби). Длина 122 км, площадь бассейна 1770 км². Среднегодовой расход воды в четырёх километрах от устья составляет 7,2м³/с.
Высота истока — 250 м над уровнем моря.
Салда берёт начало на восточном склоне Среднего Урала. Питание преимущественно снеговое. Река замерзает в конце октября — начале ноября, вскрывается в апреле.
На берегах Салды расположены города Верхняя Салда и Нижняя Салда, где созданы Верхне-Салдинское и Нижне-Салдинское водохранилища.
К югу от истоков реки располагается Абенское болото.

## Притоки
(км от устья)
- 3,2 км: Кулымка
- Оследная
- 16 км: Луковая
- Кедровая
- Мезенина
- Крапивная
- Путишная
- Бельная
- Сатюкова 2-я
- Сатюкова 1-я
- Бобровка
- 46 км: Шайтанка
- Ключ
- Первая
- Нелобка
- Горевка
- Бражка
- Чёрная
- Мельничная
- 79 км: Иса
- Овечиха
- Винокурка
- 91 км: Ива
- Хухарка
- Пайва
- 99 км: Мартыниха
- Кедровка
- Айчиха
- Аба
- Медведевка
- Берёзовка

## Данные водного реестра
По данным государственного водного реестра России относится к Иртышскому бассейновому округу, водохозяйственный участок реки — Тагил от города Нижний Тагил и до устья, речной подбассейн реки — Тобол. Речной бассейн реки — Иртыш.
Код объекта в государственном водном реестре — 14010501512111200005583.

## Флора и фауна
Берега реки Салда пологи и затопляются при подъёме уровня воды. По берегам реки произрастает камыш и осока, в которых гнездятся утки. Прилежащая береговая зона покрыта различными видами древесных растений, среди которых преобладает (характерная для этих мест) липа и ива. Также присутствуют случаи наблюдения на реке Салда, таких водоплавающих животных как ондатра, выдра.
Река Салда отличает в себе значительное разнообразие рыб и водных беспозвоночных. В реке встречаются плотва, лещ, пескарь, густера, ротан, окунь, ёрш, щука.